# Phalaenopsis rolfeana
Phalaenopsis rolfeana är en orkidéart som beskrevs av Herman Royden Sweet. Phalaenopsis rolfeana ingår i släktet Phalaenopsis och familjen orkidéer. Inga underarter finns listade i Catalogue of Life.